# Међународни фестивал професионалних луткарских позоришта за дјецу "Лут фест"
Међународни фестивал професионалних луткарских позоришта за дјецу "Лут фест" је културна манифестација Републике Српске која за циљ има популаризацију позоришне умјетности, првенствено презентацију луткарских позоришта, а одржава се у Источном Сарајеву сваке године током мјесеца маја.

## Историјат
Међународни фестивал професионалних луткарских позоришта за дјецу "Лут фест", који се од 1999. године одржава у Источном Сарајеву, по специфичној форми представља јединствен позоришни фестивал, како у Републици Српској, тако и у цијелој Босни и Херцеговини. Лут фест заузима значајно мјесто на културној сцени Босне и Херцеговине и Републике Српске, а посебно у домену едукације и стварања позоришне публике у Источном Сарајеву. Оснивач и организатор већег броја културних манифестација у Источном Сарајеву, између осталог и Међународног фестивала луткарских позоришта за дјецу "Лут фест", је Форум Театар из Источног Сарајева.
Међународни фестивал професионалних луткарских позоришта за дјецу "Лут фест", је веома значајан у самој културној политици града Источног Сарајева, јер доноси најзначајнија остварења луткарских позоришта из цијелог свијета. Веома важан сегмент овог фестивала су промоције издања из области луткарства и позоришне умјетности. Током самог одржавања Лут феста, организује се и пратећи програм. Поред представа, које се изводе у пет фестивалских дана, организатори се труде да сваке године буду уприличени и други програмски садржаји. Пратећи програм је у знаку радионица, предавања и перформанса.

## Мјесто одржавања
Фестивал се одржава у просторијама Културног центра Источно Ново Сарајево, установе која је  постала центар културних дешавања града Источног Сарајева, а поред овог, организује и велики број других културних манифестација. Након изградње парка Гаврила Принципа, дио саме манифестације је пресељен у љетњи амфитеатар овог парка.